# Friedrich Gerstäcker
Friedrich Wilhelm Christian Gerstäcker (10. května 1816, Hamburk – 31. května 1872, Brunšvik) byl německý cestovatel a spisovatel cestopisů a dobrodružných knih.

## Život
Friedrich Gerstäcker se narodil roku 1816 v Hamburku v umělecké rodině (jeho otec i matka byli zmámí operní pěvci). Po otcově smrti roku 1825 žil u svého strýce v Brunšviku, kde studoval na gymnáziu, a poté se mě stát na strýcovo přání podnikatelem. Učil se proto obchodní profesi v Kasselu, brzy se však vrátil ke své matce do Lipska a sdělil jí, že chce emigrovat do USA a stát se farmářem. Touha po dobrodružství u něj vyplynula především z četby Robinsona Crusoe od Daniela Defoea a Příběhů Kožené punčochy od Jamese Fenimore Coopera. Matka jej však přesvědčila, aby před odjezdem získal v zemědělství nějaké zkušenosti, a proto dva roky pracoval na panství Döben u saského města Grimma.

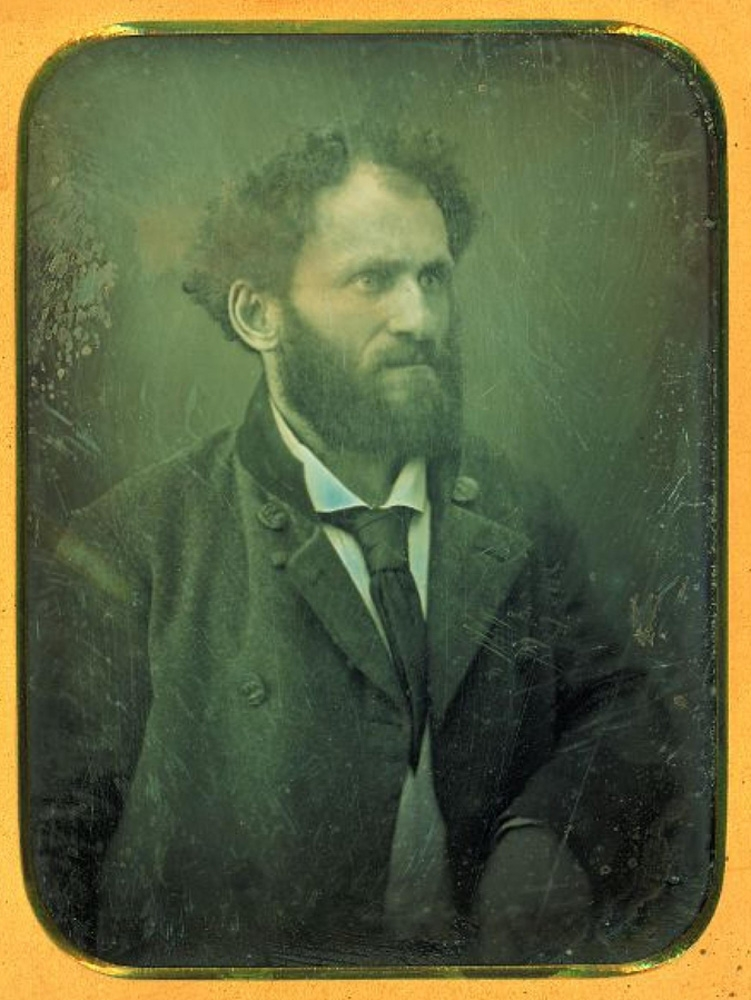
Friedrich Gerstäcker roku 1850

Roku 1837 se nechal najmout v Brémách jako plavčík na loď plující do New Yorku a pak procestoval (často pěšky) velkou část Spojených států. Nejdelší část svého amerického pobytu strávil v Arkansasu, ale procestoval také Texas, Ohio a Louisianu. Živil se příležitostnými pracemi jako pomocný dělník, hasič, zemědělec, kuchař, dřevorubec, topič na parníku, stříbrotepec nebo lovec (i na indiánských územích). Poslední rok před svým návratem do Evropy strávil jako hoteliér v Point Coupee v Louisianě. Všechny své cestovní zážitky si pečlivě zapisoval do svého deníku, který posílal po částech domů své matce místo dopisů a které obsahují mnoho zajímavého o životě v Arkansasu. Některé jejich části byly publikovány v časopise Rosen a měly velký úspěch.
Roku 1843 se Gerstäcker vrátil zpět do Německa, usadil se v Drážďanech a oženil se s Annou Aurorou Bauerovou, dcerou drážďanského malíře. Začal se živit jako překladatel amerických autorů (např. Hermana Melvilla) a začal také svou vlastní literární dráhu. Využil oblíbenosti svých deníkových zápisků a vydal je roku 1844 knižně pod názvem Streif- und Jagdzüge durch die Vereinigten Staaten Nordamerikas (Toulky a lovy ve Spojených státech severoamerických). Proslulým spisovatelem se stal již svým prvním románem z roku 1845 Die Regulatoren in Arkansas (Regulátoři v Arkansasu). a roku 1849 vydal svůj druhý nejslavnější román Die Flußpiraten des Mississippi (Piráti na Mississippi).

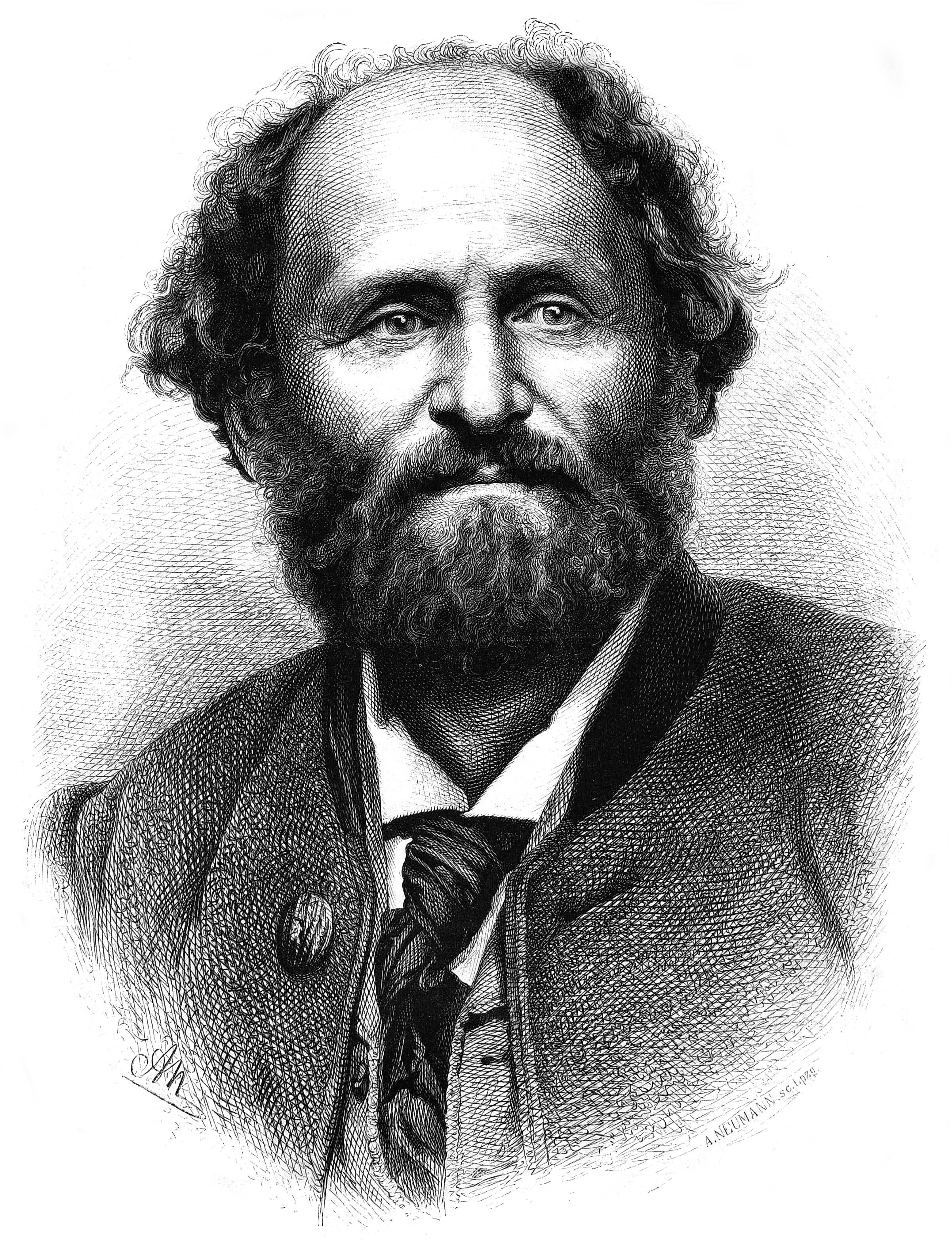
Friedrich Gerstäcker roku 1870

Roku 1849 se vydal na další cestu, tentokrát po Jižní Americe (zde měl za úkol shromažďovat informace pro případné německé emigranty), po Kalifornii v období zlaté horečky), Polynésii a Austrálii. Z cesty se vrátil až roku 1852 a usadil se v Lipsku. Na další cestu, opět do Jižní Ameriky, se vydal roku 1860 a vrátil se roku 1861, měsíc poté, co zemřela jeho manželka, která byla jeho cestováním stresována. Jejich tři děti, Georg, Marie a Ernst, tak žili bez rodičů, dokud se z cesty nevrátil.
Roku 1862 přenechal péči o děti jejich babičce a odjel se sasko-kobursko-gothajským vévodou Ernestem II. do Egypta a Habeše a po svém návratu se usadil v Coburgu. Roku 1863 se podruhé oženil s devatáctiletou Holanďankou Marií Luisou Fischer van Gaasbeekovou, se kterou měl dvě dcery, Elisabeth a Margarethe.
V letech 1867–1868 opět podnikl dlouhou cestu do Severní Ameriky, Venezuely a Západní Indie. Navštívil také Mexiko v období po pádu druhého Mexického císařství. Po návratu žil nejprve v Drážďanech a pak Brunšviku. V letech 1870–1871 působil jako válečný zpravodaj z prusko-francouzské války pro časopis Die Gartenlaube, přičemž jako německý nacionalista hlásil pruské úspěchy na bitevních polích se značným uspokojením.
Po skončení války se Gerstäcker chystal na další cestu, tentokrát do Asie. Zemřel uprostřed příprav roku 1872 v Brunšviku na mrtvici způsobenou záchvatem vzteku po hádce s policistou a je zde také pohřben.
Gerstäcker je tvůrce německého dobrodružného románu, ve kterém se po vzoru Daniela Defoea a Jamese Fenimore Coppera slučují prvky napětí s realistickým líčením prostředí a lidských typů. Ve svých knihách zpracovával hlavně zážitky ze svých cest a často v nich vyjadřuje obdiv k americké demokracii a pionýrství. Jeho cílem bylo nejen čtenáře bavit, ale přinášet mu také geografické a etnografické poznatky. Zanechal po sobě dílo čítající 44 svazků a obsahující cestopisy, dobrodružné romány a povídky, ale i vesnické příběhy.

## Dílo

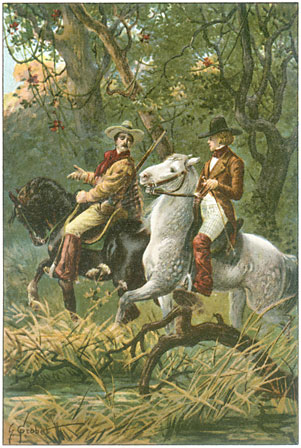
Ilustrace H. Grobeta k vydání románu Piráti na Mississippi z roku 1907

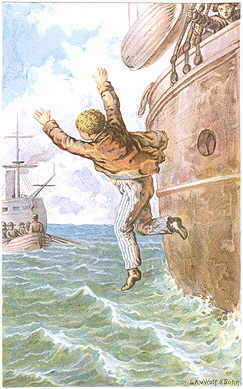
Ilustrace Herberta Königa k vydání románu Dobrodružství Fritze Wildause na moři i na souši z roku 1879

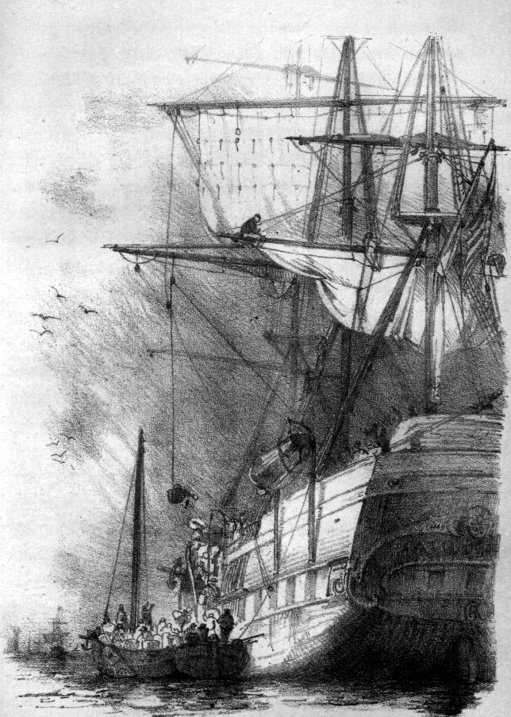
Ilustrace Carla Reinhardta k vydání románu Do Ameriky z roku 1855

- Streif- und Jagdzüge durch die Vereinigten Staaten Nordamerikas (1844, Toulky a lovy ve Spojených státech severoamerických), cestopis založený na autorových deníkových záznamech z cesty po Severní Americe v letech 1837–1842.
- Die Regulatoren in Arkansas (1845, Regulátoři v Arkansasu), dobrodružný román, česky také jako Strážci arkansaských prérií.
- Die deutschen Auswanderer. Fahrten und Schicksale (1847, Cesty a osudy německých emigrantů)
- Reisen um die Welt (1847, Cesty po světě)
- Mississippi-Bilder (1847–1848, Mississippské obrázky), povídky, první dva díly roku 1847, třetí díl roku 1848.tři díly
- Die Flußpiraten des Mississippi (1848, Piráti na Mississippi), dobrodružný román.
- Schießwaffen. Einige Worte über den Gebrauch und die Behandlung der Büchsen und Flinten (1848, Střelné zbraně. Pár slov o používání a zacházení s puškami a brokovnicemi)
- Amerikanische Wald- und Strombilder (1849, Americký les a další obrázky), povídky
- Pfarre und Schule, (1849, Fara a škola), vesnický příběh.
- Wie ist es denn nun eigentlich in Amerika? (1849, Jaké to je teď vlastně v Americe?), stručný popis toho, co může německý emigrant očekávat v Americe.
- Reisen (1853, Cesty), popis autorovy cesty kolem světa.
- Der Wahnsinnige (853, Šílenec), příběh z Jižní Ameriky.
- Aus zwei Welttheilen (1854, Ze dvou částí světa), povídky.
- Fritz Wildaus Abenteuer zu Wasser und zu Lande (1854, Dobrodružství Fritze Wildause na moři i na souši), dobrodružný román.
- Tahiti (1854), román z jižních moří.
- Aus der See (1855), tři příběhy.
- Aus Nord- und Südamerika (1855, Ze Severní a Jižní Ameriky), povídky
- Nach Amerika, (1855, Do Ameriky), román o osudech německých přistěhovalců do Ameriky..
- Californische Skizze (1856, Kalifornské skici), povídky.
- Der kleine Walfischfänger (1856, Malý velrybář), příběh pro mládež.
- Das alte Haus (1857, Starý dům).
- Aus dem Matrosenleben (1857, Z námořnického života), povídky.
- Die beiden Sträflinge (1857, Dva trestanci), román z Austrálie.
- Der kleine Goldgräber in Kalifornien (1857, Malý kalifornský zlatokop), příběh pro mládež.
- Eine Gemsjagd in Tyrol (1857, Lov kamzíků v Tyrolsku),
- Herrn Mahlhuber's Reiseabenteuer (1857, Dobrodružství pana Mahlhubera), román.
- Waidmanns Heil, 1857, Dobrý lov), kniha pro lovce a lovecké nadšence.
- Die Welt im Kleinen für die Kleine Welt (1857, Svět v malém pro malý svět), kniha pro školy.
- Blauwasser (1858, Modrá voda), skici ze života námořníků.
- Der erste Christbaum (1858, První vánoční stromeček), pohádka, také jako Wie der Christbaum entstand (Jak vznikl vánoční stromeček).
- Der Flatbootmann (1858), americký příběh.
- Gold (1858, Zlato), příběh z Kalifornie.
- Hell und Dunkel (1859, Světlo a tma), povídky.
- Inselwelt (1860, Ostrovní svět), povídky z jižních moří a z Austrálie.
- Germelshausen (1860), tajemný příběh o vesnici, která se objevuje jednou za sto let.
- Der Kunstreiter, (1861, Krasojezdec)
- Unter dem Aequator (1861, Pod rovníkem), obrázek z Jávy.
- Achtzehn Monate in Süd-Amerika und dessen deutsche Colonien (1862, Osmnáct měsíců v Jižní Americe a jejích německých koloniích), cestopis.
- Heimliche und unheimliche Geschichten (1862, Tajemné a zlověstné příběhy), povídky.
- Aus meinem Tagebuch (1863, Z mého deníku), povídky.
- Die Colonie (1864, Kolonie), román z Brazílie.
- Im Busch (1864, V buši), příběh z Austrálie
- Das Märchen von dem Schneider, der Bauchschmerzen hatte (1864, Pohádka o krejčím, kterého bolelo břicho).
- Der Wilderer (1864, Pytláci), divadelní hra.
- General Franco (1865, Generál Franco), román z Ekvádoru.
- Pätz und Putz (1865), příběhy dvou medvědů.
- Sennor Aguila (1865, Seňor Aguilaa), román z Peru.
- Unter Palmen und Buchen, 1865, Pod palmami a buky), povídky.
- Wilde Welt (1865, Divoký svět), povídky.
- Der Erbe (1867, Dědictví), román.
- Eine Mutter (1867, Matka), román, pokračování románu Die Colonie.
- Unter den Pehuenchen (1867, Pod Pehuenche), román z Chile.
- Hüben und drüben (1868, Tady a tam), povídky.
- Die Missionäre (1868, Misionáři), román z jižních moří.
- Neue Reisen (1868, Nové cesty), cestopis.
- Kreuz und quer (1869, Křížem krážem), povídky.
- Ein Parcerie-Vertrag (1869).
- Die Blauen und die Gelben (1870, Modrá a žlutá), román z Venezuely.
- Buntes Treiben (1870, Pestrý shon), povídky.
- Nach dem Schiffbruch (1870, Po ztroskotání), příběh z Austrálie.
- Das Wrack des Piraten (1870, Pirátský vrak)
- In Mexico (1871, V Mexiku), cestopis.
- Verhängnisse (1871, Úmrtí), příběh.
- Im Eckfenster (1872, V rohu okna), román.
- In Amerika, 1872, V Americe), cestopis.
- Ein Plagiar (1872), povídky z Mexika.

## Ocenění

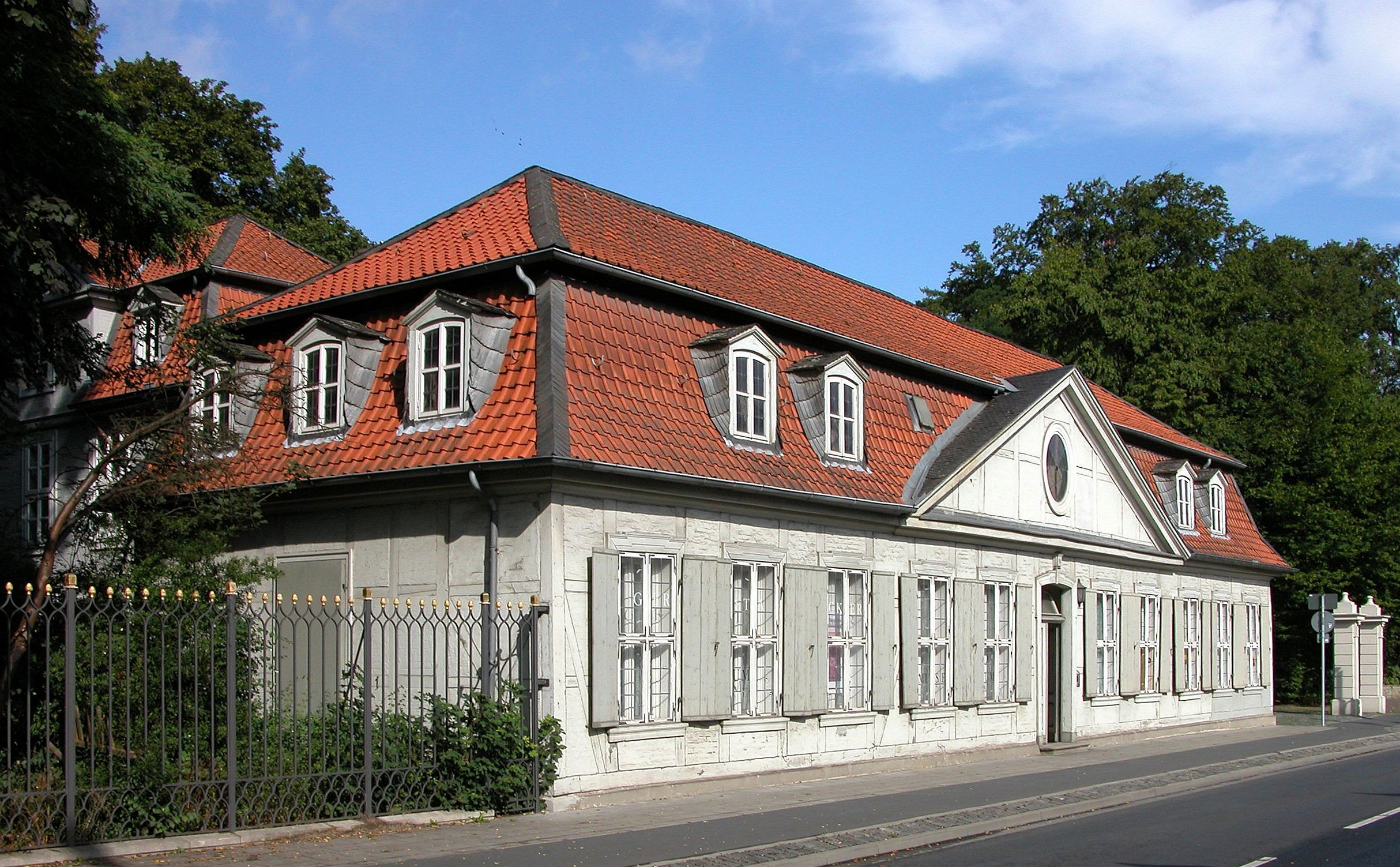
Muzeum Friedricha Gerstäckera v Brunšviku

- Roku 1947 byla v Brunšviku založena Cena Friedricha Gerstäckera, nejstarší německá cena za literaturu pro mládež.[7]
- Roku 1957 se Gerstäcker stal čestným občanem Arkansasu.[8]
- Roku 1979 byla Brunšviku založena Společnost Friedricha Gerstäckera (Friedrich-Gerstäcker-Gesellschaft)[9], která od roku 1982 provozuje Muzeum Friedricha Gerstäckera[10]
- Na Gerstäckerově rodném domě v Hamburku i na domě v Brunšviku, kde Gerstäcker strávil poslední léta svého života, byla umístěna pamětní deska.[11]

## Adaptace

### Hudba
- Brigadoon (1947), muzikál podle povídky Germelshausen, hudba Frederick Loewe, libreto Alan Jay Lerner, děj muzikálu byl přenesen do Skotska.

### Film
- Brigadoon (1954), americká filmová adaptace stejnojmenného muzikálu podle povídky Germelshausen, režie Vincente Minnelli, v hlavní roli Gene Kelly
- Die Flußpiraten vom Mississippi (1963, Piráti na Mississippi), západoněmecký film, režie Jürgen Roland.
- Die Goldsucher von Arkansas  (1964, Zlatokopové z Arkansasu), západoněmecký film podle románu Regulátoři v Arkansasu, režie Paul Martin. Film se natáčel v bývalém Československu v údolí Berounky a v barrandovských ateliérech, v jedné z rolí se objevila Olga Schoberová.
- Brigadoon (1966), americký televizní film podle stejnojmenného muzikálu, režie Fielder Cook.

## Česká vydání
- Piráti na řece Mississippi, Antonín Svěcený, Praha 1910, přeložil Antonín Srba, znovu 1917.
- Útěk přes Kordillery , František Švejda, Praha 1913, přeložil Emanuel Lešetický.
- Džunka, Emil Šolc, Praha 1915, přeložil Pavel Staněk.
- Vrak, Emil Šolc, Praha 1916, přeložil Jan Zvonař.
- Lovy na medvědy na divokém západě, Emil Šolc, Praha 1916, přeložil František Šádek.
- Kořistí albatrosů a racků, Emil Šolc, Praha 1917, přeložil V. Tachovský.
- Po válce severu proti jihu, Emil Šolc, Praha 1918, přeložil Rudolf Palášek.
- Moderátoři texasští, Emil Šolc, Praha 1918, přeložil Jan V. Pavelka.
- Strašlivá služba, Anna Turinská, Praha 1919, přeložil D. Jam.
- Překonaná lest, Anna Turinská, Praha 1919, přeložil D. Jam.
- Oběti moře, Antonín Dědourek, Třebechovice pod Orebem 1919, přeložil Josef Ladislav Turnovský, dobrodružné povídky.
- Dobrodružství malého vlerybáře, Knihovna dobrodružných románů a novel, Praha 1920, přeložil Josef Žemla.
- Divná hra osudu, příloha obrázkového týdeníku Proud, Brno 1926
- Piráti na řece Mississippi, Přítel knihy, Praha 1928, přeložil Alexander Fleischer.
- Dobrodružné spisy I. – Zálesák John Wells a jiné povídky, Bedřich Kočí, Praha 1929, přeložil Antonín Bayer.
- Dobrodružné spisy II. – Vrak pirátův a jiné povídky, Bedřich Kočí, Praha 1929, přeložil Antonín Bayer.
- Dobrodružné spisy III. – Piráti na řece Mississippi a jiné povídky, Bedřich Kočí, Praha 1929, přeložil Antonín Bayer.
- Dobrodružné spisy IV. – Regulátoři v Arkansasu, Bedřich Kočí, Praha 1929, přeložil Antonín Bayer.
- Na pampách, Sběratel, Praha 1940, rodokaps.
- Strážci arkansaských prérií, Tisk, Zlín 1942, přeložil Jaroslav Pospíšil.
- Noc na velrybě, románová příloha časopisu ABC 1966, přeložil Antonín Tejnor, obsahuje též Zač je v Arkansasu medvědí maso a Uprchlíci na Klokaním ostrově.
- Pevnost u Solného brodu a jiné povídky, SNDK, Praha 1968, přeložil Antonín Tejnor, obsahuje povídky Pevnost u Solného brodu, Útěk přes Kordillery, Vlčí zvonek, Tichý Tom, John Wells, V bizoní kůži, Šoulačka na medvědy, Lov v jeskyních západního pohoří a Osag, znovu Albatros, Praha 1974.
- Zlaté pruty, Svoboda, Praha 1974, přeložil Vojtěch Steklač, výbor z povídek.
- Piráti na řece Mississippi, Práce, Praha 1977, přeložila Jana Pecharová.
- Germelshausen, povídka je obsažena v antologii Mrtví jsou nenasytní, Svoboda, Praha 1991, přeložil Tomáš Kratěna.
- Pro barvu kůže, Magnet-Press, Praha 1992, přeložil Vojtěch Steklač, obsahuje též U Hornova mysu a Pán chatrče.